# Fuenzalidaïta
La fuenzalidaïta és un mineral de la classe dels sulfats. Anomenat per Judith A. Konnert, Howard T. Evans, Jr., James J. McGee, i George E. Ericksen l'any 1994 en honor d'Humberto Fuenzalida Villegas, geògraf, geòleg, paleontòleg, acadèmic i naturalista. La fuenzalidaïta és isostructural amb la carlosruizita, amb la qual forma serie.

## Classificació
Segons la classificació de Nickel-Strunz, la fuenzalidaïta pertany a «07.D - Sulfats (selenats, etc.) amb anions addicionals, amb H₂O, amb cations de mida mitjana i grans; amb NO₃, CO₃, B(OH)₄, SiO₄ o IO₃» juntament amb els següents minerals: darapskita, humberstonita, ungemachita, clinoungemachita, charlesita, ettringita, jouravskita, sturmanita, thaumasita, bentorita, buriatita, rapidcreekita, korkinoïta, tatarskita, nakauriïta, chessexita, carlosruizita, carraraïta i txeliabinskita.

## Característiques
La fuenzalidaïta és un sulfat de fórmula química K₃Na₅Mg₅(IO₃)₆(SO₄)₆(H₂O)₆. Cristal·litza en el sistema trigonal. La seva duresa a l'escala de Mohs és 2 a 3.

## Estructura
L'estructura es basa en dos blocs complexos. Cada bloc consisteix en una cadena doble formada per grups iodats trigonals-piramidals, enllaçats a dalt i a baic per capes de grups SO₄. Les capes es troben separades per K, Na i Mg. L'estructura és semblant als membres del grup de l'alunita.

## Formació i jaciments
S'ha descrit en vetes de la mena de nitrats coneguda com a Caliche Blanco associada a probertita, nitratina, halita, darapskita i anhidrita. S'ha descrit només a les regions d'Antofagasta i Tarapacá (ambdues a Xile).